# Ombre commun
Thymallus thymallus
Pour les articles homonymes, voir Ombre (homonymie).
Ne doit pas être confondu avec omble.
Espèce
Statut de conservation UICN

 LC  : Préoccupation mineure
L'ombre ou ombre commun (Thymallus thymallus, nom latin tiré de l'odeur de thym que ce poisson dégage) est une espèce de poissons d'eau douce ostéichthyens de la famille des salmonidés, et de la sous-famille des Thymallinae.
L'ombre commun vit dans les eaux fraîches et profondes avec fond sableux. Il préfère les zones bien oxygénées.
Il se reconnaît à sa nageoire dorsale particulièrement développée (appelée aussi « étendard »), colorée chez le mâle. Sa taille moyenne est de trente centimètres pour 250 g.
C'est un poisson grégaire, qui vit en banc d'une même classe d'âge, plutôt dans des eaux tumultueuses (pour l'oxygénation et la température) et d'une grande qualité.
L'ombre se rencontre également dans le sous-continent nord-américain, notamment dans les rivières du parc national de Yellowstone (où il est appelé Montana Arctic grayling (en) ou ombre du Montana) et en Alaska (surtout sur l'Alexander river). Comme beaucoup de salmonidés nord-américains, l'ombre du Montana et l'ombre arctique sont légèrement différents de leurs cousins européens : taille maximale plus importante, nageoire dorsale plus développée, et comportement extrêmement combatif.
L'ombre est en France un animal dont la survie est particulièrement menacée : peu connu des pêcheurs (en dehors des pêcheurs à la mouche), il est complètement inconnu des consommateurs. À cela, plusieurs raisons :
- la très grande discrétion de son comportement ;
- le mimétisme parfait de sa robe (la seule chose qu'on puisse parfois en distinguer est son ombre, d'où son nom) ;
- l'interdiction totale de sa commercialisation (à cause de sa rareté relative, et parce que sa chair « tourne » extrêmement rapidement une fois mort) ;
- sa très grande sensibilité à la qualité de l'eau.